# Bezeréd
Bezeréd község Zala vármegyében, a Zalaegerszegi járásban, a Zalai-dombságban, a Zalaapáti-hát területén.

## Fekvése
Zala vármegye északi részén, Zalaegerszegtől keletre található.

### Közlekedés
Bezeréd közúton a Zalaszentmihály–Nagykapornak–Pókaszepetk között észak-déli irányban húzódó 7362-es útról Orbányosfa északi külterületén leágazó, 73 218-as számú, nagyjából két kilométeres mellékúton érhető el. Emellett egy rossz minőségű külterületi úton a 76-os főút felől is megközelíthető; ez a mintegy öt kilométeres útvonal Padár településen keresztül vezet. A falu központjából aszfaltozott út vezet a település külterületére, a Szabad Nép-telepre, ahonnan földúton lehet továbbmenni Zalakoppány felé.
A települést mindössze napi öt autóbusz járatpár köti össze Zalaegerszeggel.

## Története
A település első említése a 13. század elejéről való, ekkor Zalavár és a pornói apátság volt a terület birtokosa. Később egyre többször találkozni a Bezerédj (Bezerédi, Bezerédy) családnévvel, akik 1359-től a terület birtokosai lettek.
A törökök viszonylag későn, az 1650-es évektől kezdve portyáztak a faluban, így komolyabb elnéptelenedése nem volt tapasztalható a korábbi évszázadokban. A 18. század során sokat fejlődött a település. Az 1740-es években templomot építettek, 1771-ben tanítót hívtak az itt élők. A falu egészen az 1940-es évekig a földművelés mellett nagyrészt állattartással és szőlőtermesztéssel foglalkozott.
A második világháborút követően komoly átalakuláson ment a község. Az 1945 és 1947 közötti földosztás során leginkább a pártállás alapján jutottak a gazdák földjeikhez. Az 1950-es években bevezették a villanyt, 1959-től autóbusz is jár a településre. 1963-ban kultúrház épült, ám ekkor már megállíthatatlanul folyt a településről való elvándorlás, akik leginkább a komoly munkaerőhiányban szenvedő Zalaegerszegre költöztek.
Az 1990-es évek során vezették be a vezetékes vizet, a gázt és a telefont, ám a falu így is komoly gondokkal küszködik, lakossága elöregedett, az elvándorlás sújtja.

## Közélete

### Polgármesterei
- 1990–1994: Szijártó László (független)[3]
- 1994–1998: Szijártó László (független)[4]
- 1998–2002: Szíjártó László (független)[5]
- 2002–2006: Szíjártó László (független)[6]
- 2006–2010: Szabó Anikó Zsuzsanna (független)[7]
- 2010–2014: Szabó Anikó Zsuzsanna (Fidesz-KDNP)[8]
- 2014–2019: Fekete János (független)[9]
- 2019–2024: Fekete János (független)[10]
- 2024–2025: Kálmánné Németh Erika (független)[1]

A településen 2025. szeptember 28-án időközi polgármester-választást kell tartani, az előző polgármester néhány hónappal korábban bejelentett lemondása miatt.

## Népesség
A település népességének változása:
| Lakosok száma | 141  | 134  | 126  | 135  | 154  | 149  | 138  |
|               | 2013 | 2014 | 2015 | 2021 | 2022 | 2023 | 2024 |

A 2011-es népszámlálás idején a nemzetiségi megoszlás a következő volt: magyar 90,2%, német 5,8%, román 1,9%. A lakosok 74,1%-a római katolikusnak, 6,1% reformátusnak, 8,8% felekezeten kívülinek vallotta magát (10,9% nem nyilatkozott).
2022-ben a lakosság 85,7%-a vallotta magát magyarnak, 4,5% németnek, 1,3% cigánynak, 0,6% lengyelnek, 4,5% egyéb, nem hazai nemzetiségűnek (11,7% nem nyilatkozott; a kettős identitások miatt a végösszeg nagyobb lehet 100%-nál). Vallásuk szerint 27,3% volt római katolikus, 3,2% református, 3,2% egyéb katolikus, 35,7% felekezeten kívüli (29,9% nem válaszolt).